# Rio Capra (Argeş)
O Rio Capra é um rio da Romênia, afluente do Argeş, localizado no distrito de Argeş.